# آندرانومیلی سود
آندرانومیلی سود (به لاتین: Andranomiely Sud) یک منطقهٔ مسکونی در ماداگاسکار است که در آنالامانگا واقع شده‌است. آندرانومیلی سود ۶٬۵۵۶ نفر جمعیت دارد و ۸۱۴ متر بالاتر از سطح دریا واقع شده‌است.